# フランシス・コートネイ (1652-1699)
フランシス・コートネイ（Francis Courtenay、1652年2月27日洗礼 – 1699年4月1日）は、イングランド王国の政治家。初代準男爵サー・ウィリアム・コートネイの息子であり、デヴォン選挙区選出の庶民院議員を10年間務めたが、父に先立って死去した。

## 生涯
初代準男爵サー・ウィリアム・コートネイと妻マーガレット（1694年1月9日埋葬、サー・ウィリアム・ウォラーの娘）の次男として生まれ、1652年2月27日に洗礼を受けた。弟に庶民院議員のリチャード・コートネイ、ジョージ・コートネイがいる。1670年に結婚したが、その時点で未成年であり、かつ兄が早世したため、父は私法案（private bill）を成立させてフランシスに財産を分与した。
1688年の名誉革命でウィリアム3世を支持し、父が健康上の理由で選挙に出馬できる状態になかったため、フランシスが代わりにデヴォン選挙区から出馬して、1689年仮議会の庶民院議員に当選した。後年にホイッグ党からトーリー党に転じる傾向があったが、1度目の当選時点では議会活動の記録がほとんどなく、この時点での政見の評価は不可能とされる。
デヴォン選挙区ではジェントリ層を当選させる傾向が強く、フランシスは1689年だけでなく、1690年、1695年、1698年の総選挙においても同じくジェントリ層のサミュエル・ロール（Samuel Rolle）とともに無投票で再選した。同時代の議員リストでは「トーリー」「コート」「カントリ」と様々だったが、『英国議会史』によれば1696年と1697年にはカントリ派の一員として行動した。
地方では1688年6月から7月まで、1689年から1696年までデヴォン州の治安判事を務めた。
1699年4月1日にロンドンで父に先立って死去、5月12日にチェルシーで埋葬された。

## 家族
1670年11月26日、メアリー・ブーヴィー（Mary Boevey、ウィリアム・ブーヴィーの娘）と結婚、3男9女をもうけたが、うち2男1女が夭折した。
- ウィリアム（1676年3月11日 – 1735年10月6日） - 第2代準男爵[2]
- フランシス - 夭折した次男[6]
- フランシス - 夭折した三男[6]
- アン[6]
- エリザベス[6]
- マーガレット - 夭折[6]
- メアリー[6]
- ルーシー[6]
- マーガレット[6]
- ジェーン[6]
- イザベラ[6]
- ドロシー[6]